# Andrei Năstase
Andrei Năstase (Mîndrești, 6 de agosto de 1975) es un político moldavo que se desempeñó como Viceprimer Ministro y Ministro del Interior desde el 8 de junio de 2019 hasta el 12 de noviembre de 2019. Fue miembro del Parlamento de Moldavia y alcalde de Chișinău en 2019. Năstase ha sido líder del Partido Plataforma de la Dignidad y la Verdad (Plataforma DA) de 2015 a 2021.

## Carrera política
En las elecciones parlamentarias de 2019, el partido de Năstase, junto con su aliado, el también europeísta Partido de Acción y Solidaridad dirigido por Maia Sandu, formaron el Bloque Electoral ACUM y aseguraron 26 de los 101 escaños en el Parlamento de Moldavia. El 8 de junio, durante la crisis constitucional de 2019, Andrei Năstase fue nombrado Viceprimer Ministro y Ministro del Interior en el gabinete de Sandu. El 12 de noviembre de 2019, el gobierno de Sandu renunció debido a la moción de censura. Năstase criticó la decisión de Sandu de asumir la responsabilidad de anular sus propias reglas de concurso para el nombramiento del Fiscal General. Posteriormente, la Corte Constitucional decidió que la decisión de Sandu era ilegal.
Năstase fue seleccionado como candidato conjunto de los partidos proeuropeos Plataforma DA y PAS y ganó la segunda vuelta de las elecciones anticipadas para la alcaldía de Chișinău de 2018 con el 52,57% de los votos, superando al candidato prorruso del PSRM, Ion Ceban. Sin embargo, las elecciones fueron posteriormente invalidadas, lo que provocó críticas generalizadas por parte de la Unión Europea y Estados Unidos.